# Duncan Forbes (linguiste)
Pour les articles homonymes, voir Duncan Forbes.
Duncan Forbes, né le 28 avril 1798 à Kinnaird, dans le Perthshire, en Écosse, et mort le 17 août 1868 à Londres, est un linguiste écossais.

## Biographie
Né en Écosse, il est élevé par son grand-père dès l’âge de 3 ans après que ses parents et son petit frère émigrent aux États-Unis. Analphabète jusqu’à l’âge de 13 ans, il devient instituteur d’école à 17 ans dans le village de Stralock. Après cela, il suit des cours à l’école Kirkmichael, à la Perth Grammar School et finalement à l’Université de St Andrews où il obtient une maîtrise.
En 1823, il prend un poste à la Calcutta Academy, en Inde, mais est forcé de retourner en Europe pour causes de santé en 1826. En 1837, il devient professeur de langues orientales au King’s College de Londres d’où il prendra sa retraite en 1861. Pendant ses années au King’s College de Londres, il travaille aussi au British Museum, cataloguant la collection de manuscrits persans.
Il est surtout connu pour avoir écrit et supervisé l'établissement d'un certain nombre de livres anciens dont plusieurs en ourdou, persan et arabe, notamment la traduction depuis l’ourdou de Bagh-o Bahar (باغ و بہار,  « Jardin et Printemps ») de Mir Amman, elle-même une traduction du persan du poème d’Amir Khusrau, et la traduction depuis le persan des Aventures de Hatim Tai.